# 便盆

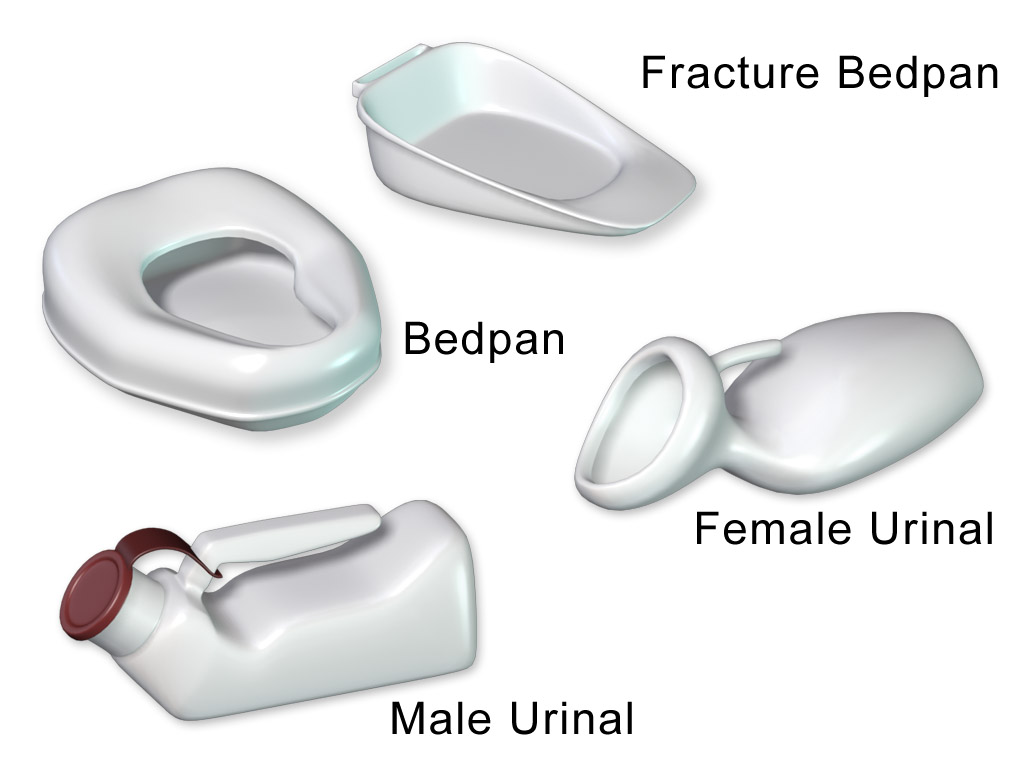
不同类型的便盆

便盆是一种用于接收卧床者的尿液和粪便的装置，因為卧床者无法使用馬桶或尿壺，他們只能將大便或小便排到便盆裡面。便盆可以多次使用，也可以用完一次就丟棄。
便盆在大小和功能上与尿壺不同。尿壺更大，通常有手柄和盖子。便盆较小，因为它主要放在卧床者身體的下方。有的便盆有盖子，但大多数便盆是没有盖子的，因为很多便盆用完後就立即丢弃。